# Hülle-Zelle
Eine Hülle-Zelle ist eine Ansammlung von losem Hyphengeflecht, das bestimmte Schlauchpilze (Ascomycota) um ihre Fruchtkörper (Cleistothecien) legen.
Die Hülle-Zellen bestehen aus einem losen Hyphengeflecht. Die Hyphen bilden eine große Zahl an terminalen oder eingeschobenen, ellipsoiden oder kugeligen, vesikelähnlichen Zellen mit sehr starker Zellwand. Die Zellwände sind häufig so verdickt, dass sie das Zellinnere vollständig ausfüllen.
Hülle-Zellen wurden erstmals von Eduard Eidam (1845–1901) an Emericella nidulans (=Aspergillus nidulans) beschrieben. Nach ihm werden sie auch Eidamsche Blasen genannt. Seltener findet man auch die mehrdeutig verwendeten und uneindeutigen Bezeichnungen Chlamydospore oder Gemme.